# Хорвиц, Лео
Лео Хорвиц (нем. Leo Horwitz) — австрийский фигурист, бронзовый призёр чемпионатов мира 1913 и 1914 годов, чемпион Австрии 1914 года в парном катании. Выступал в паре с Кристиной фон Сабо.

## Спортивные достижения

### Пары
(с Кристиной фон Сабо)
| Соревнования/Сезоны | 1913 | 1914 |
| ------------------- | ---- | ---- |
| Чемпионаты мира     | 3    | 3    |
| Чемпионаты Австрии  | 2    | 1    |